# Enrico Felli

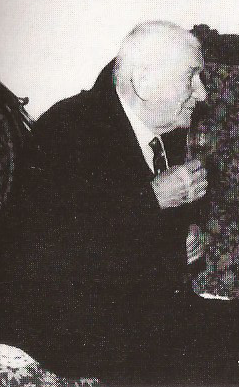
Enrico Felli insieme a monsignor Guglielmo Carozzi.
Nella foto a destra la moglie Janne Felli Himber

Enrico Felli (Castellanza, 1º giugno 1879 – Seriate, 20 maggio 1963) è stato un imprenditore e politico italiano.

## Biografia
Chimico, inizia a lavorare in una società milanese, la Fisher Hunold & C, nata nel 1905 e quotata alla Borsa di Milano nel 1907. Nel 1912 ne rileva il controllo e cambia la ragione sociale in Industrie chimiche Enrico Felli & C. trasformandola nella prima industria italiana di coloranti per la nobilitazione tessile.
Fonda a Seriate (Bg) la Sbic per produrre lacche e coloranti, che durante la prima guerra mondiale si convertitei alla produzione bellica fornisce alla fabbrica SIPE di Cengio nitrobenzolo, anilina e difenilammina.
Enrico Felli dopo aver tolto la capogruppo  dal listino di Borsa nel 1918, il 16 settembre 1919 concentra l'attività a Seriate, in provincia di Bergamo,  
insediandola in uno stabile del 1885, quello della ex Manifattura del Serio succeduta al Cotonificio Turri, inutilizzato a causa della crisi del settore tessile ma adatto allo stoccaggio delle giacenze di materiali infiammabili; copriva una superficie di 25.000 m², di cui 11.000 coperti da capannoni. Quindi amplia lo stabilimento con nuovi reparti e macchinari più moderni per la nobilitazione tessile, diventando una delle aziende più importanti del settore. A Seriate è il complesso industriale principale: dà lavoro, prima dello scoppio della Seconda guerra mondiale, a 600 operai su una popolazione di 9.984 abitanti.
La società prende poi il nome di Industrie chimiche Riunite Felli Ferrario.
Con gli eventi bellici si verifica un rallentamento produttivo, dovuto soprattutto alla carenza di materie prime, per cui Enrico Felli cede in affitto parte degli stabili alla Pirelli che, insediando un reparto di articoli vari, garantisce l’occupazione. Alla fine della guerra Felli (aiutato dal figlio Marcello al suo rientro dalla prigionia) riesce a riportare la produzione ad alti livelli grazie alla ricostruzione di parte dello stabilimento distrutto da un incendio e alla modernizzazione dei macchinari. Si specializza nella produzione di fili tinti sia in rocca che in matassa. Nel 1988 l'azienda prenderà il nome di Felli Color.

### L'attività politica
Dal 1928 al 1942 coprì la carica di podestà, adoperandosi per lo sviluppo e il miglioramento del paese, attraverso gli interventi di costruzione della scuola elementare "Cesare Battisti", di potenziamento della rete idrica potabile e della rete elettrica (1922 Comonte – 1925 Cascine) e della costruzione del campo sportivo con annesso velodromo.
Fu tra i primi industriali a costituire nel 1919 una cassa ammalati per i suoi dipendenti, mentre sua moglie Janne Felli Himber istituì un consorzio pediatrico, uno dei primi nella provincia di Bergamo, che in seguito venne a far parte dell’Opera Nazionale Maternità e infanzia (O.N.M.I).